# Fidžijská vlajka

Fidžijská vlajka
Poměr stran: 1:2

Fidžijská národní námořní vlajka
Poměr stran: 1:2

Fidžijská státní námořní vlajka
Poměr stran: 1:2

Fidžijská námořní válečná vlajka
Poměr stran: 1:2

Vlajka Fidži byla přijata 10. října 1970. Má podobu světle modrého listu o poměru stran 1:2 s Union Jackem v kantonu a štítem státního znaku ve vlající části.
Světle modrá barva byla zvolena, pro odlišení od vlajek Austrálie a Nového Zélandu. Ve štítu jsou zemědělské produkty významné pro ekonomiku země a Union Jack symbolizuje tradiční spojení se Spojeným královstvím.
Existují podstatné snahy o změnu vlajky.
Fidžijský prezident užívá od roku 2000 svou vlajku např. na svém automobilu. Jedná se o tmavě modrý list o poměru stran 3:5, se žlutou konturou úplného státního znaku. Pod znakem je kontura lana s velrybím zubem (tzv. tabua), což je velmi cenný, tradiční symbol, považovaný za posvátné pouto mezi dvěma stranami a používá se při sporech jako symbol míru.

Vlajka fidžijského prezidenta Poměr stran: 3:5
Fidžijský znak

## Historie
Osamocené souostroví 322 ostrovů vulkanického nebo korálového původu bylo osídleno již ve 2. století Melanésany z jihovýchodní Asie. Roku 1774 je navštívil James Cook. Roku 1827 je prozkoumal Jules Dumont d'Urville. Prvními vlajkami vyvěšovanými na ostrovech byly červené vlajky s bílými holubicemi míru, dovezené roku 1835 britskými misionáři (není obrázek). Pod vlivem těchto vlajek byly roku 1862 zavedeny vlajky domorodého státu Bau. Státní vlajka byla tvořena žlutým listem o poměru stran 3:4 s uprostřed umístěným znakem. Znak byl tvořen červeným štítem s bílou holubicí míru s olivovou ratolestí v zobáku. Za štítem byly zkřížené domorodé oštěpy, nad ním královská koruna a kolem stuha s černým nápisem (není obrázek). Národní vlajka (o poměru stran 2:3) byla tvořena dvěma svislými pruhy (bílým a modrým) se samotným červeným štítem s bílou holubicí (není obrázek, ale podobná vlajka byla zavedena roku 1871).
Dle jiných zdrojů byl vlajkou Bau ještě před rokem 1865 tmavomodrý list o poměru stran 2:3 s uprostřed umístěnou bílou (menší) pěticípou hvězdou uprostřed (není obrázek).
8. května 1865 byla vyhlášena Konfederace nezávislých vládců Fidži. Vlajka o poměru stran 2:3 vycházela z vlajky Bau, pouze modrá barva listu byla světlejší a hvězda větší.

Vlajka Konfederace nezávislých vládců Fidži (<1865–1867) Poměr stran: 2:3

Po střetech mezi domorodými vládci konfederace v roce 1867 zanikla a vznikly dva nezávislé státy: Království Bau a Konfederace Lau. Vlajka Království Bau byla zavedena května 1867 a byl to tmavomodrý list o poměru stran 2:3. Při dolním okraji byla zobrazena polovina žlutého slunce se třiceti paprsky (zobrazeno patnáct). V horním rohu pak byla žlutočervená královská koruna. Konfederace Lau vznikla 13. února 1867. Vlajka, zřetelně inspirovaná vlajkou Tonžského království byla zavedena až 15. února 1869. Tvořili ji dva vodorovné pruhy, bílý a červený. V horním rohu  (v bílém pruhu) byl volný červený kříž.
5. června 1871 vzniklo za podpory Britů Království Fidži. První státní vlajka Fidži byla již zmiňovaná vlajka, inspirovaná misionářskými vlajkami z roku 1835, se dvěma svislými pruhy, bílým a světle modrým, v jejímž středu byl červený štít s bílou holubicí, která měla v zobáku zelenou (nebo žlutou) olivovou ratolest.

Vlajka Království Bau (1867–1869) Poměr stran 2:3
Vlajka Konfederace Lau (1869–1871) Poměr stran: 2:3
Tonžská vlajka (od roku 1862) - inspirace pro vlajku Lau Poměr stran: 1:2
Vlajka Království Fidži (1871–1874) Poměr stran: 2:3

10. října 1874 bylo Fidži prohlášeno britskou korunní kolonií a byla zavedena britská vlajka.
V roce 1877 byla zavedena vlajka Britské korunní kolonie Fidži. Jednalo se o britskou modrou státní námořní (služební) vlajku s vlakovým emblémem Fidži v bílém kruhu ve vlající části. Emblém byl tvořen v bílém kruhu umístěným světle modrým štítem s mořskou hladinou a mořskou pannou držící zelenou větvičku v jedné a žluté zrcadlo v druhé ruce. Za štítem jsou dva zkřížené domorodé oštěpy, celý znak je orámován zelenou vavřínovou ratolestí (není obrázek).
Pro složitost vlajkového emblému (složitá výroba státní pečetě) navrhl koloniální úřad v roce 1882 jednodušší emblém a požádal britské ministerstvo námořnictva o změnu. V roce 1883 byla změna schválena. V bílém kruhu na vlajce byl po změně jen žlutý anglický lev stojící na žluté Tudorovské koruně s modrým sametem. Pod korunou byl černý nápis FIJI (není obrázek).
V roce 1903 byla koruna nahrazena korunou sv. Eduarda a upraven nápis FIJI (drobnější a zdobnější písmo).
4. července 1908 udělil britský král Eduard VII. ostrovům nový znak a byla zavedena nová vlajka, resp. změněn vlajkový emblém. Ten tvořil menší stříbrný štít, který drží dva štítonoši: melanéští bojovníci s tradičními zbraněmi. Štít byl rozdělen svatojiřským červeným křížem na čtyři pole: první obsahovalo tři zelené stvoly cukrové třtiny, druhé zelenou kokosovou palmu, třetí stříbrnou holubici s olivovou snítkou v zobáku a čtvrtá obsahovala žlutý trs banánů. V hlavě štítu byl žlutý anglický lev držící hnědý kakaový bob. Nad štítem byla stříbrno-červená točenice, nad ní pak místní loď. Pod štítem byla růžovo-stříbrná, zlatě podšitá stuha s nápisem Rere vaka na kalou ka doka na Tui (Měj strach před Bohem a úctu ke králi). Na obrázku je nápis mírně pozměněný: Rerevaka na Kalou ka doka na Tui.
8. května 1924 informoval fidžijský guvernér sir Cecil Hunter-Rodwell koloniální úřad o vydání nařízení o změně vlajky (č.j. ADM 116/1847B). Z emblému byl vypuštěn bílý kruh.

Vlajka Spojeného království na Fidži (1874–1877) Poměr stran 1:2
Fidžijská vlajka (1877–1883) Poměr stran 1:2
Fidžijská vlajka (1883–1903) Poměr stran 1:2
Fidžijská vlajka (1903–1908) Poměr stran 1:2
Fidžijská vlajka (1908–1924) Poměr stran 1:2
Fidžijská vlajka (1924–1970), 1. varianta Poměr stran 1:2

V roce 1965 získalo Fidži omezenou vnitřní autonomii (vlajka změněna nebyla) a 10. října 1970 byla vyhlášena nezávislost (se statusem dominia. Vlajkou se stala modifikace britské modré služební vlajky, se světlejší modrou barvou, která platí dodnes, i přes několikero změn názvu státu: Nezávislá republika Fidži (6. října 1987, Nezávislá demokratická republika Fidži (25. července 1990, Republika Fidži (27. července 1998).

## Návrhy nové vlajky
Zatímco část obyvatel žádá odstranění Union Jacku jakožto symbolu britské koloniální nadvlády, jiní si přejí jeho uchování s odkazem na historickou kontinuitu. Někteří si také přejí návrat kompletního znaku na vlajku.
Fidžijský předseda vlády Frank Bainimarama požaduje, aby z vlajky zmizel odkaz na koloniální minulost Fidži. Jeden z návrhů byla bledě modrá vlajka s bílou ulitou hřebenatky uprostřed.
Dne 3. února 2015 vyhlásil premiér Josaia Voreqe (Frank) Bainimarama nahrazení fidžijské vlajky v celostátní soutěži s cílem přijetí nové vlajky 10. října 2015, v den 45. výročí nezávislosti na Velké Británii. 9. června 2015 bylo vybráno do užšího výběru z více než dvou tisíc návrhů 23 návrhů, které budou dále posuzovány.
Dne 24. prosince 2015 fidžijská vláda oznámila, že opět odloží rozhodnutí o nové vlajce země o další dva měsíce do konce února 2016. V prohlášení vláda uvedla, že obdržela nové návrhy. Dále bylo oznámeno, že pět návrhů bylo vybráno prostřednictvím úřadu předsedy vlády v březnu 2016, veřejnost pak má tři měsíce na vybrání. Vláda také uvedla, že očekává novou vlajku dne 1. července 2016 a že bude vyvěšena na Den ústavy (nový státní svátek oslavující ústavu Fidži), 7. září 2017.
V srpnu 2016 premiér vydal prohlášení o odkladu zavedení nové vlajky. V něm uvádí, že finanční prostředky potřebné ke změně vlajky bude vhodnější vynaložit na obnovu ostrova po únorovém cyklónu Winston, který si vyžádal 44 životů a připravil desítky tisíc lidí o domov. Svou roli také sehrála první zlatá olympijská medaile pro Fidži, jejíž oslavy jsou nepřímo spojeny právě se stávající vlajkou.

Jeden z návrhů fidžijské vlajky Poměr stran: 2:3

## Vlajky administrativních částí

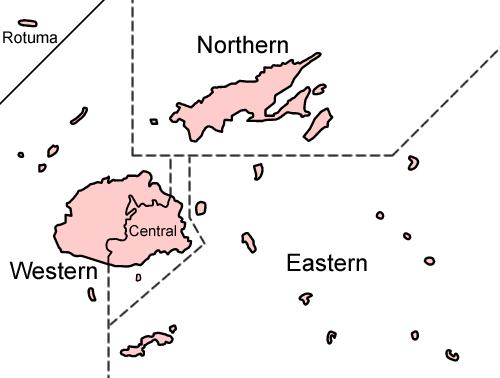
Správní oblasti Fidži

Fidži je administrativně rozděleno na čtyři správní oblasti (divisions) a jednu dependenci (dependency). Vlajku užívá (či užívala) pouze dependence Rotuma.

Rotumská vlajka Poměr stran: 2:3